# Synemosyna nicaraguaensis
Synemosyna nicaraguaensis là một loài nhện trong họ Salticidae.
Loài này thuộc chi Synemosyna. Synemosyna nicaraguaensis được Cutler miêu tả năm 1993.